# براد ليونارد
براد ليونارد (8 نوفمبر 1979 - ) (بالإنجليزية: Brad Leonard)‏ هو لاعب كريكت نيوزلندي.

## وصلات خارجية
- براد ليونارد على موقع إي آس بي آن كريك إنفو (الإنجليزية)